# Géoglyphe de Grand Tête
Le géoglyphe de Grand Tête est un géoglyphe, reliant la gare de Salvan à la gare de Vernayaz, dans le canton du Valais, en Suisse. Il est l'œuvre d'Alain Monney.

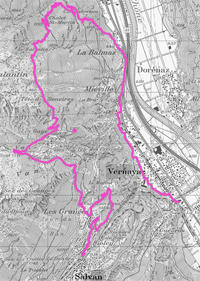
Itinéraire de Salvan à Vernayaz

## Description

### Parcous
Il s'agit d'un itinéraire pédestre tracé autour du sommet de Grand Tête (1 351 m d'altitude) qui est le plus grand géoglyphe du monde (environ 17,5 km), soit le plus grand dessin de tête jamais réalisé[réf. nécessaire]. L’itinéraire est balisé et des cartes sont disponibles sur place. 
Le géoglyphe de Grand Tête a été inauguré le 25 août 2012, à l'occasion du centenaire de la séparation des communes de Salvan et Vernayaz,.

### Le Poteau déroutant de l’Œil de Grand Tête

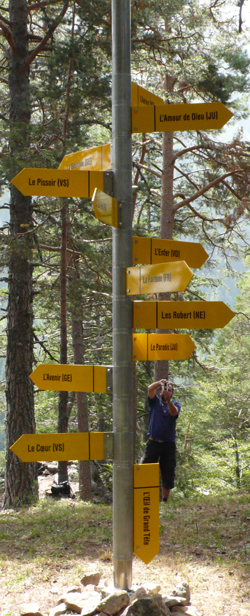
L'Œil du Géoglyphe est un poteau déroutant portant le nom de lieux-dits en Suisse

L’œil du personnage que dessine le Géoglyphe de Grand Tête se trouve très exactement au sommet de Grand Tête. Pour symboliser cet œil, l’artiste y a érigé un poteau déroutant dont les indications sont mobiles à 360 degrés. Aussi insolites qu’elles paraissent, les destinations que ce poteau indique sont toutes d’authentiques lieux-dits de Suisse romande.
Liste des destinations du Poteau déroutant de l’Œil de Grand Tête :
- L'Aurore (Vaud)
- L'Amour de Dieu (Jura)
- La Solitude (Genève)
- Le Pissoir (Valais)
- La Fin (Fribourg)
- La Fortune (Fribourg)
- L'Enfer (Vaud)
- Les Robert (Neuchâtel)
- Le Paradis (Jura)
- L'Avenir (Genève)
- Les Joyeuses (Neuchâtel)
- Le Cœur (Valais)
- L'Œil de Grand Tête.